# Rick Mercer

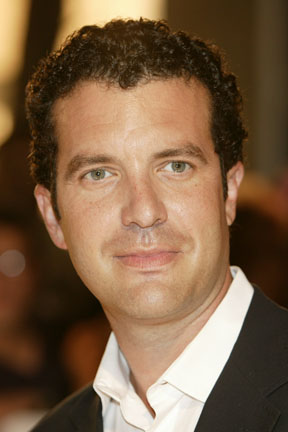
Rick Mercer (2007)

Richard Vincent "Rick" Mercer (* 17. Oktober 1969 in St. John’s, Neufundland und Labrador) ist eine kanadische Persönlichkeit aus dem Fernsehen, Satiriker und Blogger.
Mercer wurde 1990 in Kanada bekannt, als er seine Einmannshow Show Me the Button, I'll Push It, or Charles Lynch Must Die in Ottawa präsentierte. Diese politische Satire machte ihn bekannt und er tourte damit durch das Land.
1992 macht er seine zweite Show, I've Killed Before, I'll Kill Again, mit der er auch tourte. Schließlich begann er auch fürs Fernsehen zu produzieren mit der Serie This Hour Has 22 Minutes.
Die bekanntesten Szenen von 22 Minutes waren die Episoden von Talking to Americans, in welchen er Studenten verschiedener Universitäten und Menschen auf der Straße in großen Städten nach Dingen fragte, zu lustigen Antworten führten, die die Ignoranz der US-Bürger gegenüber Kanada illustrierte. Ein bekanntes Beispiel dreht sich dabei um die Frage, ob Kanada vom "20 Stunden Tag (à 65 Minuten)" zum "24 Stunden Tag (à 60 Minuten)" der USA wechseln sollte. Dies begrüßten nicht nur Einwohner auf der Straße, sondern auch der Gouverneur von Iowa, Tom Vilsack. Bei einer anderen Gelegenheit unterstützte der Gouverneur von Arkansas Mike Huckabee die Kanadier dabei, ihr nationales Iglu zu bewahren.
Mercer machte auch im Jahre 2000 Schlagzeilen, als er George W. Bush erfolgreich dazu brachte, Fragen über den fiktiven Premierminister "Jean Poutine" zu beantworten. Bush war darüber nicht erfreut und weigert sich seither der CBC Interviews zu geben. Das CBC Special Talking to Americans brachte 2,7 Millionen kanadische Zuschauer vor die Flimmerkiste – nie brachte Comedy der CBC mehr Einschaltquoten.
Mercer hat mehr als 20 Gemini Awards bekommen, ebenso den Sir Peter Ustinov Award im Jahre 2003. Mercer lebt in einer langjährigen Beziehung mit dem Fernsehproduzenten Gerald Lunz.